# رویداد کارولین

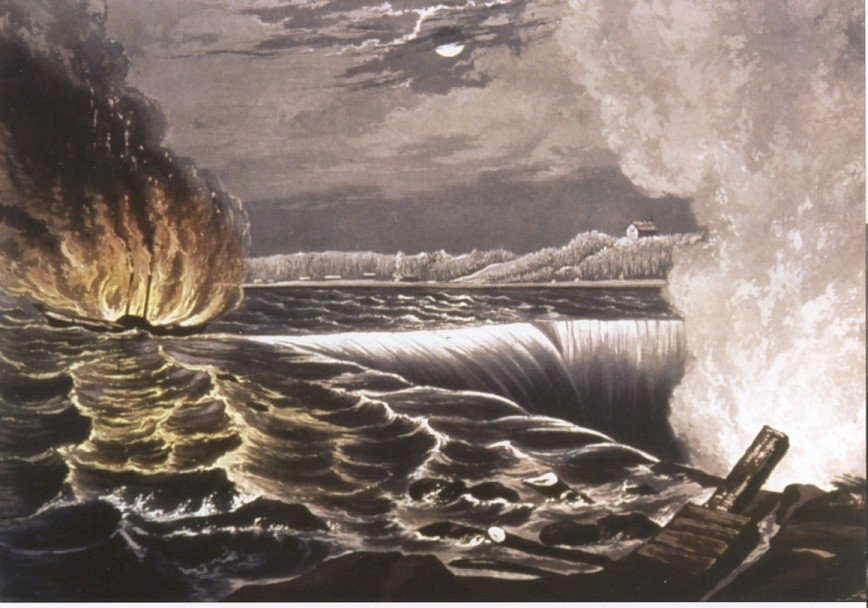
طرح‌نگاره‌ای از رویداد کارولین اثر هنرمند شهیر بریتانیایی جورج تاترسال - حوالی ۱۸۳۷

قضیه کارولین اشاره به ماجرای ۲۹ دسامبر سال ۱۸۳۷ در آبهای شمال نیاگارا است که طی آن نیروهای انگلیسی بهمراه گروه کوچکی از نیروهای وفادار به دولت کانادا، به کشتی آمریکایی کارولین حمله کردند و آنرا به آتش کشیدند و در بالای آبشار نیاگارا رها کردند. در این واقعه مسافرین تعدادی زخمی شدند، دوازده نفر مفقود گشتند و یک‌نفر هم کشته شد.
بعد از این واقعه، احساسات عمومی درآمریکا بالا گرفت و مقامات آن کشور اعتراض نمودند اما دولت انگلستان که خود را صاحب اختیار کانادا می‌پنداشت و آن کشور را در تصرف خود داشت، اعلام نمود اعتراض وارد نیست چون در کشتی مزبور، گروهی از مخالفان ما حضور داشتند و حمله به آنان به خاطر نگرانی از تهدید حامیان شورشیان ضرورت داشت و نیروهای وابسته به انگلیس برای دفاع از خود به کشتی حمله کردند.
بعد از کشاکشهای بسیار، با تبادل نظر «دانیل وبستر» وزیر کشور وقت آمریکا و «لرد اشبورتون»، وزیر خارجه وقت بریتانیا، پذیرفته شد که این حرکت در جهت «اصل اقدام پیشگیرانه در دفاع از خود» بوده و ضرورت داشته‌است.
در آغاز، چارچوب اقدام پیشگیرانه (حمله پیشدستانه) آنچنان که باید روشن نبود. اما بعد دانیل وبستر در نامه به لرد اشبورتون، برای استفاده از آن سه شرط زیر را مشخص نمود و توافق شد اقدام پیشگیرانه (حمله پیشدستانه) تنها وقتی مجاز است که:
۱- تهدید به صورت مستقیم جلوه گر شود.
۲- هیچ فرصتی برای مذاکره وجود نداشته باشد. و،
۳- هیچ وسیله دیگری به جز حمله نظامی برای دفاع از خود موجود نباشد.
از آن زمان تاکنون نظریه دانیل وبستر مطرح است و به عنوان یکی از اصول حقوق بین‌الملل شمرده می‌شود.
پی‌آمد قضیه کارولین و نامه نگاری مسئولین دو کشور در این رابطه، به کدورت و رویارویی انگلیس و آمریکا تا حدود زیادی پایان داد.